# Direct Attached Storage
Pour les articles homonymes, voir DAS.

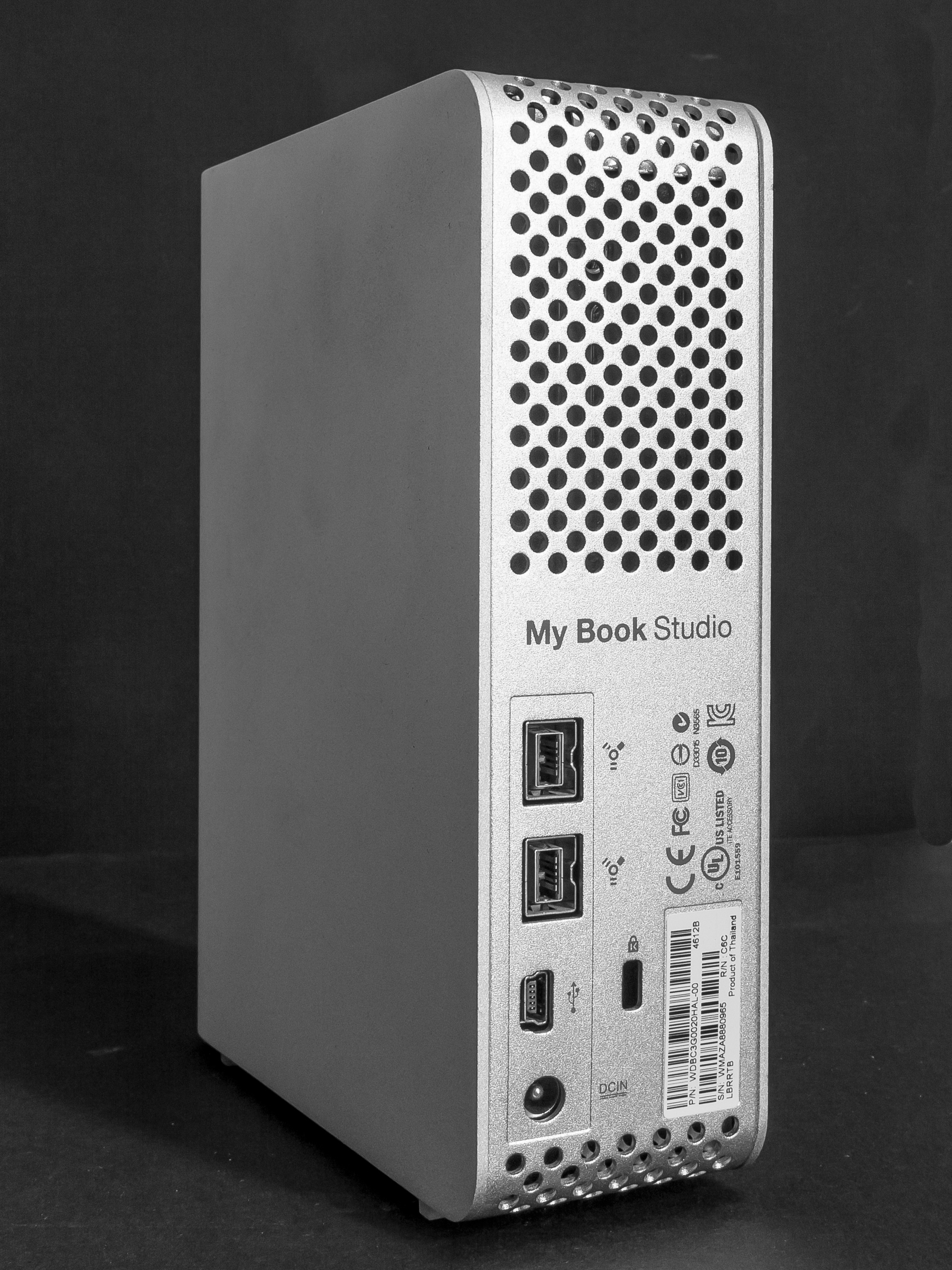
DAS avec connecteur USB et Firewire

Direct Attached Storage (DAS) est le terme utilisé pour un système de stockage en connexion directe, par opposition au NAS qui est en connexion réseau.
Le système de stockage ainsi installé n'est accessible directement qu'aux machines auxquelles il est raccordé. Les modes de raccordement au serveur peuvent être ATA, SATA, eSATA, NVMe, SCSI, SAS, USB, USB 3.0, IEEE 1394 ou encore Fibre Channel.